# Grimethorpe
Grimethorpe es una localidad situada en el municipio metropolitano de Barnsley, en Yorkshire del Sur, Inglaterra. Según el censo de 2011, tiene una población de 4672 habitantes.
Está ubicada al sur de la región de Yorkshire y Humber, cerca de la frontera con la región Midlands del Este, de la orilla del río Don y de la ciudad de Sheffield —la capital del condado—.